# Plantago ovata
Plantago ovata, comummente conhecida como psílio, é uma espécie de planta com flor pertencente à família Plantaginaceae. 
A autoridade científica da espécie é Forssk., tendo sido publicada em Flora Aegyptiaco-Arabica 31. 1775.

## Portugal
Trata-se de uma espécie presente no território português, nomeadamente no Arquipélago da Madeira.
Em termos de naturalidade é nativa da região atrás indicada.

## Protecção
Não se encontra protegida por legislação portuguesa ou da Comunidade Europeia.